# IC 3384
IC 3384 ist eine irreguläre Zwerggalaxie vom Hubble-Typ Irr im Sternbild Coma Berenices am Nordsternhimmel.
Das Objekt wurde am 23. März 1903 vom deutschen Astronomen Max Wolf entdeckt.